# Каллум Гокінс
Каллум Гокінс (англ. Callum Hawkins; нар. 22 червня 1992) — британський легкоатлет, що спеціалізується з марафонського бігу. Переможець і призер європейських спортивних змагань з легкої атлетики, олімпієць.
Молодший брат британського марафонця і олімпійця Дерека Гокінса.

## Виступи на Олімпіадах
| Олімпіада           | Дисципліна       | Місце |
| ------------------- | ---------------- | ----- |
| Ріо-де-Жанейро 2016 | марафонський біг | 9     |